# Patissa fulvipunctalis
Patissa fulvipunctalis là một loài bướm đêm trong họ Crambidae.